# Fundamenta-Lakáskassza Lakás-takarékpénztár Zrt.
A Fundamenta-Lakáskassza Lakás-takarékpénztár Zártkörűen Működő Részvénytársaság (Fundamenta-Lakáskassza Zrt., vagy Fundamenta) a magyar lakás-takarékpénztári piac egyik fő szereplője, Magyarország első lakás-takarékpénztára. Szakosított hitelintézetként 1997 óta folytat lakás-takarékpénztári tevékenységet.

## Tulajdonosai
- 76,35% MBH Bank Nyrt.
- 14,88% Generali Biztosító Zrt.
- 7,38% UniCredit Bank Hungary Zrt.
- 1,39% Fundamenta-Lakáskassza Pénzügyi Közvetítő Kft.

## Története
A Fundamenta története egyidős a magyarországi lakás-takarékpénztárak történetével. Szakosított hitelintézetként 1997 óta folytat lakás-takarékpénztári tevékenységet, dinamikusan és folyamatosan növelve ügyfelei és munkatársai számát. Tevékenységi köre kiterjed a meghatározott szerződés szerinti betétgyűjtésre, hitelnyújtásra, illetve az e szerződéshez kapcsolódó áthidaló kölcsön nyújtására.
Az indulás óta mind a lakás-takarékpénztári szegmens, mind a lakásfinanszírozási piac meghatározó szereplőjévé vált. Részvényeseik megbízható, stabil pénzügyi háttérrel rendelkező biztosítótársaságok, bankok és lakás-takarékpénztárak működtetésében érdekelt társaságok. A részvények döntő hányadát a lakás-takarékpénztár szakmai hátterét is biztosító Bausparkasse Schwäbisch Hall AG és a Wüstenrot lakástakarék-pénztár osztrák és német illetőségű vállalatai birtokolják. További nagy részvényes a Generali csoport magyarországi érdekeltsége, a Generali Biztosító Zrt. A banki részvényesek a magyar pénzügyi élet kiemelkedő képviselői, amelyek innovatív tevékenysége jelentős mértékben hozzájárult a magyarországi bankszektor lakossági és vállalati szektorának fejlődéséhez.
2016-ban minden 4. percben döntött úgy valaki, hogy a Fundamenta Lakáskasszát választja partneréül otthonteremtési céljai eléréséhez. A Fundamenta-Lakáskassza a lakossági ügyfelek számát tekintve a legnagyobb magyarországi hitelintézetek egyike.
A 2018. október 16-ai törvényi változást követően a Fundamenta továbbra is az ügyfelei és leendő ügyfelei lakásmegvalósítási terveinek szolgálatában áll és megtakarítási, valamint hitel termékeivel segíti a magyar lakosságot ingatlanjaik felújításában és korszerűsítésében, illetve lakás vagy ház vásárlásában vagy akár megépítésében. 
A Fundamenta-Lakáskassza Zrt. a 2018.10.16. napjáig megkötött szerződéseket a szerződésben rögzített feltételek szerint teljesíti.
A társaság 2019 márciusában a XII. kerületi HillSide Irodaházba költözött. 2019. áprilisától a Fundamenta Lakáskassza Zrt. ügyfélpontja is ezen a címen érhető el az ügyfelek számára. A fenntarthatósági szemlélettel tervezett, modern, környezettudatos megoldásokkal kialakított impozáns épület kiváló lokációban található, mind tömegközlekedési eszközökkel, mind gépjárművel jól megközelíthető.  

## Mérete
2022 adatok:

Az 1997-es indulása óta több, mint 1,5 millió lakásálom megvalósítását segítette elő a Fundamenta. Mintegy 700 ezer ügyfelével és az országos lefedettséget biztosító értékesítési hálózatával továbbra is piacvezető a lakás-takarékpénztárak piacán. A csaknem 100 milliárd forint összegű éves folyósított lakáshitelezéssel a Fundamenta a piac legnagyobb szereplőinek egyike, lakossági lakáshitelpiaci részesedése a saját hitelek és partnerek részére végzett lakáshitelek közvetítésével tartósan 10-13% körül mozog.

## Külső hivatkozások
- Hivatalos honlap
- Kapcsolat és ügyfélszolgálat
- A Fundamenta Facebook oldala